# Do Angels Need Haircuts?
Do Angels Need Haircuts? je knižní sbírka amerického hudebníka Lou Reeda. Obsahuje celkem dvanáct básní a povídek, přičemž devět z nich nikdy dříve nevyšlo. Jedním z dříve zveřejněných textů je text písně „The Murder Mystery“ kapely The Velvet Underground, v níž Reed působil. Zbylé dvě již publikované básně byly zveřejněny v malých literárních magazínech. Básně pochází z období, kdy se Reed na několik měsíců přestal věnovat hudbě – tedy po odchodu ze skupiny The Velvet Underground a před zahájením sólové kariéry. Autorkou doslovu ke knize je hudebnice a Reedova manželka Laurie Anderson. Ke knize je zároveň přikládán audiozáznam Reedovy recitace některých básní, pořízený v roce 1971 v Kostele svatého Marka v New Yorku. Kniha byla vydána v dubnu roku 2018.